# Hockey Canada
Hockey Canada je národní hokejovou federací Kanady. Byl založen v roce 1969, jeho současným prezidentem je Tom Renney

## Vznik organizace
Hlavním úkolem organizace v době jejího založení bylo zlepšit reprezentaci země na mistrovství světa. Do té doby rozhodovala o reprezentaci na MS výhradně CAHA. Tyto dvě organizace předložily Mezinárodní hokejové federaci návrh, aby Kanadu mohli na MS reprezentovat i hráči NHL. Tento návrh však byl nakonec odmítnut, Kanada se proto v letech 1970 - 1976 nezúčastnila mistrovství světa ani olympijských turnajů na protest proti skrytému profesionalismu hráčů východního bloku.

## Organizační struktura
Hockey Canada je tvořen těmito regionálními pobočkami:
- British Columbia Amateur Hockey Association (BC Hockey), pro oblast Britské Kolumbie a Yukonu
- Hockey Alberta pro oblast Alberty
- Hockey Manitoba pro oblast Manitoby
- Hockey New Brunswick (HNB) pro oblast Nového Brunšviku
- Hockey Northwestern Ontario (HNO) pro oblast severovýchodního Ontaria
- Hockey Nova Scotia pro oblast Nového Skotska
- Hockey Québec pro oblast Québeku
- Hockey Newfoundland and Labrador (HNL) pro oblast Newfoundland a Labrador
- Hockey North pro oblast Severozápadních teritorií
- Ontario Hockey Federation (OHF) pro zbývající oblasti Ontaria
- Ottawa District Hockey Association (ODHA) pro oblast okolo Ottawy a části jihozápadního Québeku
- Hockey PEI pro oblast Ostrova prince Edwarda
- Saskatchewan Hockey Association (SHA) pro oblast Saskatchewanu

## Účast na mistrovství světa
Hockey Canada výrazně přispěl k uspořádání Série století v roce 1972, později se zasadil o účast kanadských profesionálů na mistrovství světa 1977.
Od té doby se Kanada nepřetržitě zúčastňuje v elitní skupině mistrovství světa. V roce 2008 zaujímaly mužská i ženská hokejová reprezentace první místa na žebříčku IIHF.

## Registrovaní hráči
Hockey Canada sdružoval v roce 2008 téměř 560 000 registrovaných hráčů, z toho okolo 147 000 mužů a okolo 333 000 v kategorii juniorů. Registrováno je také asi 77 500 žen. V zemi je k dispozici 2451 krytých hřišť a okolo 11 000 nekrytých.